# Liste der Naturdenkmale im Amt Grevesmühlen-Land
Die Liste der Naturdenkmale im Amt Grevesmühlen-Land nennt die im Amt Grevesmühlen-Land im Landkreis Nordwestmecklenburg in Mecklenburg-Vorpommern gelegenen Naturdenkmale.

## Naturdenkmale
| Bild | Nr.     | Bezeichnung | Standort                                                               | Beschreibung | Schutzzweck | Verordnung |
| ---- | ------- | ----------- | ---------------------------------------------------------------------- | ------------ | ----------- | ---------- |
| BW   | NWM 073 | Linde       | Gägelow Jamel Forststraße (53° 52′ 28,9″ N, 11° 18′ 13″ O)             |              |             |            |
| BW   | NWM 070 | Eiche       | Upahl Blieschendorf Eichengrund (53° 47′ 29,8″ N, 11° 8′ 24,1″ O)      |              |             |            |
| BW   | NWM 071 | Linde       | Upahl Sievershagen Sievershagen (L 02) (53° 48′ 31″ N, 11° 10′ 6,6″ O) |              |             |            |
| BW   | NWM 072 | Eiche       | Upahl Plüschow südlich Am Bhf (53° 50′ 12,1″ N, 11° 16′ 59,9″ O)       |              |             |            |

## Flächennaturdenkmale
| Bild | Nr.     | Bezeichnung                                   | Standort                                            | Beschreibung                                                 | Schutzzweck | Verordnung                                                              |
| ---- | ------- | --------------------------------------------- | --------------------------------------------------- | ------------------------------------------------------------ | ----------- | ----------------------------------------------------------------------- |
| BW   | NWM 009 | Südöstlicher Teil des Forstgebietes Everstorf | Upahl (53° 51′ 31,8″ N, 11° 14′ 9,5″ O)             | Erlen-Eschenbruch mit Orchideenvorkommen. Fläche 0,5 Hektar. |             | Beschluss des Rates des Kreises Grevesmühlen Nr. 15-6/88 vom 18.02.1988 |
| BW   | NWM 019 | Gemeinde Upahl – „Wiese in der Kastahn“       | Upahl Kastahn (53° 49′ 12″ N, 11° 11′ 52,1″ O)      | Quellgebiet mit Orchideenvorkommen.                          |             | Beschluss des Rates des Kreises Grevesmühlen Nr. 15-6/88 vom 18.02.1988 |
| BW   | NWM 010 | Quellmoor Thorsdorf                           | Warnow Thorsdorf (53° 54′ 27,4″ N, 11° 12′ 16,6″ O) | Quellgebiet mit Buchen/Eichenmischwald. Fläche 3,0 Hektar.   |             | Beschluss des Rates des Kreises Grevesmühlen Nr. 15-6/88 vom 18.02.1988 |